# Yavin 4
Yavin 4 (též Yavin IV) je fiktivní měsíc ve světě Star Wars. Byl jedním ze tří obytných měsíců obíhajících kolem rudého plynného obra Yavin, na němž nikdy nikdo nebyl schopen přistát kvůli vysokým rychlostem větrných bouří. Yavin 4 byl pokryt převážně džunglí a deštnými pralesy, a přestože je vzdálený od civilizace, hrál důležitou roli v galaktické historii, když posloužil jako základna Aliance Nové republiky během bitvy o Yavin a jako bojiště v dalších bitvách Galaktické občanské války.

## Zeměpisné údaje
Yavin 4 je složena z roztaveného kovového jádra a silikátové kůry. Povrch je tvořen ze čtyř kontinentů, které obsazují šedesát sedm procent měsíčního povrchu. Tyto kontinenty byly převážně porostlé rozlehlými tropickými džunglemi s vysokými markýzy, ačkoli tam bylo také několik horských hřebenů jako Yunteh hory. Dominují tam i sopky jako např. Nicolo a Borundi Peaks.
Yavin 4 také má šest vzájemně propojených oceánů, které zabírají zbývajících třiatřicet procent povrchu měsíce, z nichž jeden byl vnitrozemským mořem. Jako poměrně mladý svět je měsíc geotermálně aktivní a ve velkých řekách tekla láva od sopečných hor přes džungle.

## V době Staré Republiky
Planetu Yavin 4 využil Darth Revan, jako svou základnu při válečných operacích proti Republice i Impériu.

## Bitva o Yavin 4
Rebelové po opuštění základny na Dantooine zřídili základnu v bujné džungli ve starověkých ruinách chrámu Massassiů na odlehlém Yavinu 4. Galaktické impérium se snažilo využít své nové kosmické stanice a superzbraně - Hvězdy smrti, k potlačení povstání a zastrašení celých hvězdných soustav. Po zničení Alderaanu sledovala posádka Hvězdy smrti loď Millennium Falcon, kterou se povedlo uprchnout ze stanice princezně Leie Organě. Velkomoff Tarkin chtěl zničit celý měsíc a tím rozdrtit povstání jednou pro vždy.
Do útoku proti stanici bylo vysláno dvacet dva rebelských X-Wingů a osm Y-Wingů. Malé stíhačky unikaly palbě velkých laserových děl, takže byly proti nim vyslány útočné imperiální stíhačky TIE a sám Darth Vader nakonec usedl do stíhačky TIE Advanced. Všechny rebelské stíhačky kromě tří byly zničeny v útoku, jediným přeživším byl Luke Skywalker, Wedge Antilles (ten se stáhl před koncem útoku s poškozenou stíhačkou) a nejmenovaná posádka Y-Wingu. V momentě, kdy Darth Vader zaměřil Luka Skywalkera k sestřelení, se objevil Han Solo se svým Millennium Falconem, zničil další dva doprovodné nepřátelské stíhače a vyřadil Vadera. Luke mohl vystřelit dvě energetická torpéda do malé tepelné výfukové šachty vedoucí až do jádra Hvězdy smrti a tím zapříčinil její výbuch. Po bitvě se konalo slavnostní předání medailí cti princeznou Leiou hrdinům bitvy Lukovi Skywalkerovi a Hanu Solovi.

## Po bitvě o Yavin 4
25 let po bitvě o Yavin a zničení Hvězdy smrti se rozhodlo o ustanovení nového kalendáře. Rok 0 byla bitva o Yavin, před bitvou jsou roky označovány BBY (Before a battle of Yavin) a po ní jako ABY (After a battle of Yavin).

## Natáčení
Ve Star Wars: Epizoda IV – Nová naděje byly scény scenérie na Yavinu 4 natáčeny v ruinách Tikali a v Guatemale.